# پاتریسیا بروکر
پاتریسیا بروکر (با نام تولد گریگولی؛ زادهٔ ۷ آوریل ۱۹۶۶ میلادی) مهاجم پیشین فوتبال زنان اهل کشور آلمان است. او در زمان تحصیل برای تیم باشگاهی اف‌اس‌وی ی‌گارسبورگ و پس از آن برای تیم‌های باشگاه فوتبال زاربروکن و همین‌طور نیدرکیرشن بازی کرده‌است. بزرگترین موفقیت باشگاهی او مربوط به قهرمانی در سال ۱۹۹۳ است. در سال ۱۹۹۲ او نخستین بازی خود را به همراه تیم ملی فوتبال زنان آلمان در مقابل تیم تیم ایتالیا انجام داد. او در ۴۶ بازی برای تیم آلمان ۳۱ گل را به ثمر رسانده‌است. آخرین گل ملی او در سال ۱۹۹۶ و در مقابل تیم برزیل بود. او به همراه تیم زنان آلمان قهرمان مسابقات فوتبال زنان اروپا ۱۹۹۵ شد. او همچنین با این تیم عنوان نایب قهرمانی جهان در همین سال را بدست آورد. پاتریسیا بروکر در بازی‌های المپیک تابستانی ۱۹۹۶ نیز از اعضای تیم آلمان بود.